# Neal Samanski
Neal Samanski (* 30. Dezember 1998 in Erding) ist ein deutsch-kanadischer Eishockeyspieler, der seit Januar 2021 bei den Blue Devils Weiden aus der DEL2 unter Vertrag steht und dort auf der Position des Stürmers spielt. Zuvor war Samanski unter anderem für die Iserlohn Roosters aus der Deutschen Eishockey Liga (DEL) aktiv.

## Karriere
Neal Samanski durchlief die Nachwuchsmannschaften beim TSV Erding und ab dem Sommer 2010 beim EV Landshut, bevor er von 2014 bis 2016 an der RB Hockey Academy des EC Red Bull Salzburg ausgebildet wurde. Anschließend entschied er sich für einen Wechsel nach Nordamerika, wo er für die Kemptville 73’s aus der Central Canada Hockey League (CCHL) und die Powell River Kings aus der British Columbia Hockey League (BCHL) aktiv war.
Im Sommer 2019 kehrte der Angreifer nach Deutschland zurück und unterzeichnete einen Dreijahresvertrag bei den Iserlohn Roosters aus der Deutschen Eishockey Liga (DEL). Als Rookie bestritt er 51 der 52 Saisonspiele und wurde anders als ursprünglich vorgesehen kein einziges Mal zum Kooperationspartner, den Bietigheim Steelers aus der DEL2, abgegeben. Gegen Krefeld und Ingolstadt erzielte er zudem seine ersten beiden DEL-Tore. In der Saison 2020/21 wurde er allerdings kaum noch berücksichtigt. Ende Januar 2021 wurde sein Vertrag aufgelöst und er wechselte zu den Blue Devils Weiden in die drittklassige Oberliga. Nach zehn Partien in der restlichen Saison kam er in der folgenden Spielzeit 2021/22 wegen einer längeren Erkrankung nur zu elf Einsätzen. Ein Jahr später entwickelte er sich mit 43 Scorerpunkten zu einem der erfolgreichsten Angreifer des Teams. Im Frühjahr 2024 gelang Samanski mit Weiden der Aufstieg in die DEL2. Dort schaffte die Mannschaft in ihrem ersten Jahr den Sprung in die Playoffs.

## Erfolge und Auszeichnungen
- 2024 Oberliga-Meister und Aufstieg in die DEL2 mit den Blue Devils Weiden

## Karrierestatistik
Stand: Ende der Saison 2024/25
(Legende zur Spielerstatistik: Sp oder GP = absolvierte Spiele; T oder G = erzielte Tore; V oder A = erzielte Assists; Pkt oder Pts = erzielte Scorerpunkte; SM oder PIM = erhaltene Strafminuten; +/− = Plus/Minus-Bilanz; PP = erzielte Überzahltore; SH = erzielte Unterzahltore; GW = erzielte Siegtore; 1 Play-downs/Relegation; Kursiv: Statistik nicht vollständig)

## Familie
Neal Samanskis Vater John Samanski war ebenfalls professioneller Eishockeyspieler, der den Großteil seiner Karriere in der 2. Bundesliga und Oberliga in Deutschland verbrachte. Anschließend war er als Trainer tätig. Sein älterer Bruder Patrik Samanski spielte unter anderem eine Saison lang für den TSV Erding in der Oberliga. Sportlich erfolgreicher sind zwei jüngere Brüder: Joshua Samanski ist in der Deutschen Eishockey Liga (DEL) aktiv, Noah Samanski geht in der Alps Hockey League an den Start.